# Mata Hari
Mata Hari   (Ljouwert, 7 d'agost de 1876 - Vincennes, 15 d'octubre de 1917), nom artístic de la ballarina Margaretha Geertruida Zelle, coneguda per les seves tasques d'espionatge durant la Primera Guerra Mundial.

## Infantesa
Margaretha Geertruida Zelle era filla d'Adam Zelle, un comerciant neerlandès de barrets, i d'Antje van der Meulen, ambdós nascuts i residents a Frísia. Els pares de la mare eren originaris de la població de Franeker. Adam Zelle es va arruïnar el 1891, any en què també morí la seva muller. Deixà la ciutat de Ljouwert per anar a Amsterdam, on es casà una altra vegada amb una dona, vivint un temps dels seus diners, i continuà treballant viatjant, però perdé la tutela dels seus quatre fills. Margaretha entrà poc temps després a l'Escola Normal de mestres de Leiden, el director de la qual no tardà a enamorar-se'n, motiu pel qual ella abandonà la institució i anà a viure a casa d'un oncle a La Haia.

## Matrimoni
Un dia llegí en el diari Hel Nieuws van den Dag un anunci matrimonial, raó per la qual es casà el 30 de març de 1895 amb el capità de l'exèrcit holandès de les Índies, Rudolf MacLeod. Era nascut el 1856 a Heukelom, de la branca dels MacLeod, d'Escòcia, que s'havia establert als Països Baixos a principis del segle xviii, mentre que la branca catòlica que havia emigrat a Irlanda s'establí a França. L'almirall Dupetit-Thouars, exagregat naval de França a Espanya durant la guerra, fou un dels actuals descendents, mentre que un altre es casà amb la germana de l'escriptor dramàtic Robert de Flers. El capità MacLeod era un oficial d'aspecte enèrgic i maneres virils, home culte i militar de soca-rel. El casament fou civil i tingué lloc a Amsterdam l'11 de juliol de 1895. El 23 d'abril de 1896 fou presentada la jove esposa a la reina regent i a la futura reina Wilhelmina al palau Reial d'Amsterdam.

## Viatge a les Índies
Després que el 30 de gener de 1896 hagués nascut el seu fill, Norman-John, l'1 de maig de 1897 MacLeod i Margaretha viatgen a les Índies. La vida de Margaretha a l'illa de Java no fou feliç. MacLeod havia ascendit a comandant a finals de desembre de 1897 i manava el primer batalló d'infanteria de reserva a Malang. El 2 de maig de 1898 nasqué una filla, a qui anomenaren Louise Jeanne, com la germana de MacLeod, vídua d'un notari anomenat Wolsinki. El març de 1899, el comandant MacLeod fou traslladat a Medan, a l'illa de Sumatra, la més europea de les ciutats de les Índies holandeses, però Mata Hari romangué a casa d'uns amics a Toempang, a prop de Malang, fins al 26 de maig de 1899, que arribà a Medan. Fou aleshores que es feu evident la total desunió entre ambdós cònjuges. En les cartes a la seva germana, MacLeod no amaga els seus sentiments, i si bé parla moltes vegades de la seva fe en Déu, no deixa de tractar amb paraules desfavorables la dona que, dos anys abans, adorava incondicionalment.

## Mort del fill per enverinament
El 28 de juny de 1899 moria Norman-John de resultes d'un enverinament per culpa d'un soldat indígena, el qual per venjar-se de la rudesa del seu cap havia instat a la seva dona, criada de servei a casa del comandant, que vessés en l'arròs dels dos fills un grapat dels seus cabells, prèviament preparats a l'efecte. Si la filla no morí fou perquè encara s'alletava del pit de la mare i no havia pres més que una minsa quantitat del verí fatal. Aquesta tragèdia acabà amb les forces morals de Margaretha i no trobà en un canvi de residència (el seu marit fou traslladat a Banjoe Biroe) alleujament mental al naufragi de les seves energies. La vida matrimonial s'havia convertit en un infern, i MacLeod arribà al punt d'invocar Déu perquè l'alliberés de la seva consort, que es distreia en la societat amb oficials menys desagradables que el seu marit. Aquest, sense diners sempre, tractà llavors d'escriure per a diaris per poder guanyar diners que li permetessin tornar als Països Baixos i viure dels fruits de la seva ploma a casa de la seva germana. El divorci era la solució natural d'aquesta situació.

## Tornada a Holanda
Llicenciat al setembre de 1900, MacLeod tornà als Països Baixos a la primavera de 1902 i s'instal·là, després de dues setmanes a casa de sa germana, en un dels més bells pisos d'Amsterdam, Van Breerstraat, número 188. El 27 d'agost del mateix any Margaretha registrava una petició oficial de divorci al Tribunal de districte d'Amsterdam, al·legant com a motiu de la instància els maltractes, les injúries greus i l'adulteri del seu marit. Per veredicte del 30 d'agost de 1902, i de resultes de la no-reconciliació de la parella, els jutges d'Amsterdam condemnaren MacLeod a pagar una pensió alimentària de 100 florins mensuals a la seva esposa, a qui s'autoritzà a intentar la sol·licitada instància de divorci amb separació de cossos i béns i permís d'anar a residir fora del domicili conjugal. Louise Jeanne restava en custòdia de la mare.

## Divorci i començament de la pobresa
La pensió que devia pagar l'oficial jubilat no s'efectuà i hi hagué un intent de reconciliació, de resultes del qual la separada parella tornà a unir-se el novembre de 1902 per desunir-se definitivament el següent mes, restant ara la nena en custòdia del seu pare. Poc de temps va viure l'abandonada esposa a casa de la seva cunyada, la vídua Wolsing. Al cap de dos mesos, i sense recursos, car ni tan sols MacLeod li pagava els promesos 100 florins al mes, es veié obligada a residir alternativament a Amsterdam i a la Haia, i s'hagué de guanyar la vida fins que, a finals d'octubre de 1903, anà a cercar fortuna a París. Tenia 26 anys.
Els primers temps en la capital francesa foren molt durs i aspres. Es va vendre de moltes formes, com a model per a pintors i com a cortesana, sense poder reeixir com havia esperat. Una feliç casualitat li va permetre tornar, després de tres mesos de vida miserable, a Holanda, on l'hostatjaren el general Edward MacLeod i la seva esposa, cosins del comandant. De nou, li fou impossible romandre en companyia dels seus parents, i per la primavera de 1904 estava de retorn a París.

## A París comença a triomfar
Aquesta vegada havia trobat una manera de sortir del terrible anonimat de la gran urbs: es feu ballarina. Mercès al seu cutis mat i la seva fisonomia exòtica, pogué fer-se passar per hindú, i ben aviat es va difondre la llegenda del seu origen indostànic, iniciada en l'art de les danses sagrades bramàniques.
Rival de la Bella Otero, de la Loie Fuller, i d'Isadora Duncan, anomenada per Rubén Darío bailadora de los pies desnudos, inaugurà Mata Hari la triomfal carrera de Salomé III ballant davant d'Herodes el Gran, primer en uns aristocràtics salons, on la coneixien sota el títol de lady Grasha Mac Leod. Adoptà el misteriós nom de Mata Hari (que en malai, vol dir 'el sol', pròpiament: 'l'ull del dia'), i es presentà davant d'un estupefacte i entusiasmat públic selecte en el mateix Musée Guimet el dilluns 13 de març de 1905, acollida com una dea i celebrada com a excelsa per tota la premsa.
A partir d'aquesta data, l'existència de Margaretha a París és una sèrie ininterrompuda de triomfs mundans, i se la disputen els aristòcrates: la comtessa Graffulhe, la comtessa Edmond Blanc, el príncep Del Drago, la princesa Murad, l'ambaixador de Xile, Henri Houssaye, Emma Calvé, el Cercle Royal, etc., i els ministres la conviden perquè els encanti amb les seves prodigioses evocacions d'Orient.
El 14 d'abril de 1905, després d'una sessió a casa del famós director del realista Gaulois, el jueu Arthur Meyer, l'acull l'aventurera Jeanne Destourbay o Detourbet, convertida en madame de Loynes i ídol dels reaccionaris de La Patrie Française, en el seu hotel, i allí coneix l'advocat Clunet, que serà el seu amant i el seu futur defensor davant el Consell de guerra francès el 1917. El novembre de 1905, després d'una temporada a l'Olympia de París, anà a Montecarlo a ballar. I el 1906 triomfà a Viena, capital d'Àustria.
Aquell any, el 26 d'abril de 1906, el seu espòs assolí que els jutges d'Arnhem pronunciessin el divorci a favor seu, al·legant la infamant conducta de la seva muller, que "es produeix a París en uns cafè concerts i circs, executant danses "bramàniques" en estat de completa nuesa o quasi". Però aquest veredicte arribava tard i no influí per a res en els destins de Mata Hari. A Viena l'havien acollida, segons testimoni dels crítics del moment, de manera triomfal. En la casa dels pintors vienesos Die Sezession, celebrà Mata Hari un dels més aplaudits triomfs el desembre de 1906. Tres mesos més tard marxava a Egipte, i d'aquest viatge res no se sap. El maig de 1908, tanmateix, reapareix la dona fatal a París.
Les seves danses ja no exercien la força de seducció d'abans. La revista L'Intermédiaire des Chercheurs et Curieux, poc sospitosa de cercar l'escàndol, les anomenà danses castes. Hi hagué en l'interval molts i dolents imitadors, i per això, al seu retorn del misteriós viatge, Mata Hari determinà abandonar el nu i ballar vestida. No portà, però, aquest propòsit a terme, i continuà ballant com abans en el Trocadero, en les Folies Bergeres, a Marigny, en el Théatre des Champs Elysées, etc. A prec de la directora de l'Université des Annales, madame Brisson-Sarcey, s'exhibeix davant el públic especial de la casa el 14 de desembre de 1912 i recull abundosos aplaudiments.

## Principis de la decadència
Però París es cansa aviat de les seves glòries, i el 1913 havia acabat pràcticament la carrera artística de Mata Hari en la capital francesa. En canvi, a Berlín, on debutà en el Wintergarten, continuaven admirant-la, i fins i tot a Holanda la pogueren admirar, el 14 de desembre de 1914, en el gran Teatre Municipal de La Haia. Els seus admiradors no artístics formen un altre capítol de la seva existència prebèl·lica. A Neuilly, organitzava grans festes, i un dels seus amants, el banquer Rousseau, s'arruïnà per ella: va cometre falsificacions i fou condemnat a 10 anys de presidi. L'historiador i acadèmic Henri Houssaye, l'advocat Clunet, ja citat, també foren les seves víctimes, així com, en grau diferent, el diplomàtic Margerie i l'exministre de Guerra Messimy.

## Primers dubtes d'espionatge
A l'estat espanyol va tenir un tossut defensor en la persona del polític català Emili Junoy, un dels seus nombrosos testimonis al seu favor. Però no hi ha cap dubte que l'holandesa formava part ja abans de la guerra europea dels serveis de l'espionatge alemany. El juliol del 1914, en previsió del que anava a passar, abandonà la casa de Neuilly amb el seu misteriós amic alemany, i se n'anà a Alemanya, no sense abans haver-se venut els vestits i les joies. El que va fer a Berlín durant els primers mesos de guerra resta desconegut. Amiga del prefecte de la policia de Berlín i del cap d'espionatge, degué posar-se d'acord amb ells i rebre missions secretes, per les quals marxà cap a Holanda.
Hostatjada a l'hotel Victòria d'Amsterdam, en companyia dels caps dels serveis d'espionatge alemanys a Holanda, el 31 d'octubre de 1914, llogà a la Haia un hotelet particular, situat en el número 16 de Nieuwe Uitleg, per un termini de tres anys, amb uns altres tres d'eventual prolongament i a raó de 750 florins anuals. Efectivament, se la troba a La Haia ballant en el transcurs del mes de desembre següent.

## Declaradament treballa com a espia
Però ja a principis de 1915 se la troba de nou a París, d'on anà al front per cercar informacions militars que transmetrà als seus serveis d'informació, els quals li havien donat grans quantitats de marcs a aquest efecte. Segons el capità anglès F. Tuchy en la seva obra sobre els misteris de l'espionatge, durant la guerra se la va veure, el 1915, durant alguns mesos, a Madrid, on feu amistat amb el ja esmentat Junoy, i ballà en públic. Els anglesos tingueren, ocasió de vigilar-la i gràcies a ells els serveis francesos de contraespionatge foren informats.
L'estiu de 1916, el 2 de setembre, se li concedeix permís per anar a Vittel, on passà dos mesos, estretament vigilada. Segons confessió del mateix capità Ladoux, cap dels serveis de vigilància en el Ministeri de Guerra, fou un tinent, de nom Jean Hallaume, qui, abans de la guerra, havia conegut l'espia en el circ Molier, que fou qui li presentà i li suggerí la idea d'emprar-la al servei de França. Però Ladoux desconfià, i li oferí una doble missió. És a dir, per a agents dubtosos, a Bèlgica, on havia d'anar, embarcant-se a Vigo, cosa que Mata Hari va fer amb puntualitat.

## Detenció en alta mar
Però el vaixell en què anava, l'Holandia, el novembre de 1916 fou detingut en alta mar pels anglesos i portat a Falmouth, on els agents de l'Inteligence Service britànic l'escorcollaren, li prohibiren que continués el viatge i l'enviaren de nou a l'estat espanyol perquè enviés ràdios a Alemanya, la clau dels quals estava en mans dels francesos.
A Gijón, on desembarcà Mata Hari, fou rebuda per agents del servei de vigilància espanyols, servei que funcionava a l'ambaixada francesa de Madrid, i acompanyada per a ells fins al Palace Hotel de la Cort, on tornà a embolicar-se amb els serveis paral·lels que tenia Alemanya organitzats en la seva pròpia ambaixada. I així fou com, en els últims dies de desembre d'aquell any, es captà un radiograma de Madrid al cap de l'espionatge alemany a Holanda, en el qual l'agregat militar alemany a Madrid, Arnold von Kalle, assenyalava la tornada a París de H 21, xifra de l'espia. Abans havia indicat la seva arribada a Madrid i rebut l'ordre de donar-li 15.000 pessetes, pagadores només en el Comtoir d'Escompte a París. Així fou com l'espia es lliurà per si mateixa a la justícia de França.
Malgrat tot, no la prengueren abans del 13 de febrer de 1917. Qui realitzà aquella incruenta gesta, en una habitació de l'Elysée Palace Hotel, fou el comissari de Divisió en la Direcció de la Policia Judicial a París M. Albert Priolet. La tancaren a la presó per a dones, dita Sant Llàtzer, més tard derruïda.

## Un fosc i secret judici
La instrucció de la causa portà més de cinc mesos de feina, malgrat que avui es vulgui treure importància als fets i només en resti un petit dossier. El procés es finalitzà en les vistes del 24 i 25 de juliol de 1917, en el secret d'un Consell de guerra, davant set magistrats, tots vestint l'uniforme militar, dels quals sis eren oficials professionals, i el setè un advocat mobilitzat, i en fou president el tinent coronel, després coronel de la Guàrdia Republicana, Sempron. El relator M. Pierre Bouchardon fou més tard conseller en la Cort d'Apel·lació, i publicà breus impressions d'aquella causa en un article inserit en el número del 15 de gener de 1930 de la Revue de la Gendarmerie. Els altres callaren i es resistiren a publicar la seva participació en aquell acte.

El comunicat a la premsa del Govern Militar de París amb data de 15 d'octubre de 1917, diu:
"Mata Hari, la que, el dia de la declaració de guerra, freqüentava els ambients militars de Berlín, així com els polítics i la policia, estava al servei d'Alemanya; estava matriculada amb un número d'ordre en els serveis de l'espionatge alemany; s'entrevistava directament, fora del territori francès, amb altes personalitats enemigues, caps notoris de l'espionatge, i havia rebut d'Alemanya, des del maig de 1916, en diversos lliuraments, fortes sumes per remunerar les indicacions que ella proporcionava. Davant les proves materials d'aquells fets, ha hagut de confessar-los".
La seductora ballarina va admetre rebre diners dels alemanys però va dir que aquests diners eren "per amor" o, cosa que és el mateix, que li'ls donaven a canvi dels seus coneguts serveis amorosos, que tant va utilitzar en un bàndol com en l'altre.
El principal autor de la condemna fou M. A. Mornet, l'argumentació del qual insistí en el fet que, ja abans de la guerra, l'espia treballava a França per Alemanya. El defensor Clunet presentà la defensa de la seva patrocinada i amant, i després de tres quarts d'hora de deliberació, segons el diari Le Figaro del 26 de juliol de 1917, tornà a la cort per a pronunciar, no com es va dir sempre la condemna a mort per unanimitat de vots, sinó que hi hagué una sola veu de majoria contra ella. Segons la declaració de Ladoux a M. Paul Allard, de pronunciar-se aquesta veu a favor seu hagués estat absolta.
No ho fou, però, i refusat el seu recurs de cassació, fou afusellada a un quart de set del matí a Vicennes, el dilluns 15 d'octubre de 1917. D'aquella execució en parlà un dels assistents, el comandant de la reserva Emile Massard, en el seu llibre Les espionnes à Paris (1922). També l'abans esmentat doctor Bizard als seus Souvenirs d'un médecin de la Préfecture de Police et des Prisons de París (1925).
La literatura sobre la famosa espia és copiosa i de vàlua històrica molt desigual, ja que la vida de Mata Hari es presta a fàcils combinacions novel·lesques, malgrat que puguin dir que són extretes de testimonis creïbles.
Els alemanys acabaren reconeixent que Mata Hari restava inscrita entre els seus servidors durant la guerra, malgrat que ells mateixos no saberen destriar, d'entre els escrits, el que era veritat del que era mentida.